# Bartłomiej Butler
Bartłomiej Butler – biskup.
Ukończył wileńskie seminarium prowadzone przez jezuitów. Po otrzymaniu święceń pełnił funkcję dziekana w Wenden. Od 11 stycznia 1621 sufragan inflancki i tytularny biskup Samaria w Palaestina. Rezydował poza diecezją ze względu na wojnę ze Szwecją. Data śmierci nieznana.